# Yves Henri
Yves Henri (6 augustus 1963) is een Belgische voormalige atleet, die gespecialiseerd was in het hink-stap-springen. Hij veroverde één Belgische titel.

## Biografie
Henri sprong in 1982 als eerste Belgische junior verder dan zestien meter in het hink-stap-springen. Dit is nog steeds het Belgisch juniorenrecord. In 1990 werd hij Belgisch indoorkampioen.
Henri was aangesloten bij FC Luik.

## Belgische kampioenschappen
Indoor
| Onderdeel          | Jaar |
| ------------------ | ---- |
| hink-stap-springen | 1990 |

## Persoonlijke records
Outdoor
| Onderdeel          | Prestatie | Wind | Datum           | Plaats  |
| ------------------ | --------- | ---- | --------------- | ------- |
| hink-stap-springen | 16,01 m   |      | 7 augustus 1982 | Brussel |

Indoor
| Onderdeel          | Prestatie | Datum            | Plaats |
| ------------------ | --------- | ---------------- | ------ |
| hink-stap-springen | 16,07 m   | 11 februari 1990 | Gent   |

## Palmares
hink-stap-springen
- 1989:  BK AC – 15,58 m
- 1990:  BK indoor AC – 16,07 m
- 1990:  BK AC – 15,62 m
- 1992:  BK AC – 14,91 m
- 1994:  BK indoor AC – 14,57 m